# Ulzione
Nella mitologia romana, Ulzione (in latino: Ultio) era la dea della vendetta. Il suo culto era associato a Marte.
Corrisponde a Poiné nella mitologia greca e, per questa ragione, è detta anche Pena (in latino: Poena).

## Etimologia
Il nome della dea viene dal termine latino ultiō, ultiōnis, che significa «vendetta». Deriva dal verbo ulcīscor, cioè «vendicarsi». L'unico derivato da questa radice nella lingua italiana è proprio il sostantivo antico e letterario di origine colta ulzione.